# Fußball-Weltmeisterschaft 1974/Statistik
Dieser Artikel gibt einen Überblick über die Rekorde und Statistiken zur Fußball-Weltmeisterschaft 1974.

## Abschlusstabelle WM 1974
Die folgende Rangliste berücksichtigt die Kriterien der FIFA.
| Rang | Mannschaft     | Spiele | Siege | Unentschieden | Niederlagen | Tore | Tordifferenz | Punkte |
| ---- | -------------- | ------ | ----- | ------------- | ----------- | ---- | ------------ | ------ |
| 1    | BR Deutschland | 7      | 6     | 0             | 1           | 13:4 | +9           | 12:2   |
| 2    | Niederlande    | 7      | 5     | 1             | 1           | 15:3 | +12          | 11:3   |
| 3    | Polen          | 7      | 6     | 0             | 1           | 16:5 | +11          | 12:2   |
| 4    | Brasilien      | 7      | 3     | 2             | 2           | 6:4  | +2           | 8:6    |
| 5    | Schweden       | 6      | 2     | 2             | 2           | 7:6  | +1           | 6:6    |
| 6    | DDR (E)        | 6      | 2     | 2             | 2           | 5:5  | ±0           | 6:6    |
| 7    | Jugoslawien    | 6      | 1     | 2             | 3           | 12:7 | +5           | 4:8    |
| 8    | Argentinien    | 6      | 1     | 2             | 3           | 9:12 | −3           | 4:8    |
| 9    | Schottland     | 3      | 1     | 2             | 0           | 3:1  | +2           | 4:2    |
| 10   | Italien        | 3      | 1     | 1             | 1           | 5:4  | +1           | 3:3    |
| 11   | Chile          | 3      | 0     | 2             | 1           | 1:2  | −1           | 2:4    |
| 12   | Bulgarien      | 3      | 0     | 2             | 1           | 2:5  | −3           | 2:4    |
| 13   | Uruguay        | 3      | 0     | 1             | 2           | 1:6  | −5           | 1:5    |
| 14   | Australien (E) | 3      | 0     | 1             | 2           | 0:5  | −5           | 1:5    |
| 15   | Haiti (E)      | 3      | 0     | 0             | 3           | 2:14 | −12          | 0:6    |
| 16   | Zaire (E)      | 3      | 0     | 0             | 3           | 0:14 | −14          | 0:6    |

Anmerkungen:
- Entscheidend für die Reihenfolge nach FIFA-Kriterien ist zunächst die erreichte Runde (Sieger, Finalist, Dritter, Vierter, Zwischenrunde, Vorrunde). Ist die erreichte Runde gleich, entscheiden der Reihe nach die Zahl der Punkte, die Tordifferenz, die Zahl der geschossenen Tore und der direkte Vergleich.[1]
- (E) = Erstteilnehmer

## Torschützen
- Erster Torschütze: Paul Breitner (Deutschland) in der 16. Minute des Spiels gegen Chile
- Jüngster Torschütze: Martin Hoffmann (DDR) mit 19 Jahren
- Ältester Torschütze: Gianni Rivera (Italien) mit 30 Jahren
- Schnellster Torschütze: Johan Neeskens (Niederlande) in der 2. Minute des Finales gegen Deutschland per Strafstoß, zudem frühestes Elfmetertor in einem WM-Spiel und erster Elfmeter in einem WM-Finale
- Héctor Yazalde (Argentinien) erzielte beim 4:1-Sieg gegen Haiti das 900. WM-Tor
- Gerd Müller gelang es als erstem Torschützenkönig der vorherigen WM vier Tore bei der folgenden WM zu schießen. Mit seinem Siegtor im Finale, seinem 14. WM-Tor löste er Just Fontaine als WM-Rekordtorschütze ab und blieb dies 32 Jahre lang. Zudem gelang ihm mit dem Tor das 100. WM-Tor für Deutschland.

### Die besten Torschützen
| Rang | Spieler          | Tore |
| ---- | ---------------- | ---- |
| 1    | Grzegorz Lato    | 7    |
| 2    | Johan Neeskens   | 5    |
|      | Andrzej Szarmach | 5    |
| 4    | Ralf Edström     | 4    |
|      | Gerd Müller      | 4    |
|      | Johnny Rep       | 4    |
| 7    | Dušan Bajević    | 3    |
|      | René Houseman    | 3    |
|      | Kazimierz Deyna  | 3    |
|      | Johan Cruyff     | 3    |
|      | Rivelino         | 3    |
|      | Paul Breitner    | 3    |

| Rang | Spieler          | Tore |
| ---- | ---------------- | ---- |
| 13   | Stanislav Karasi | 2    |
|      | Héctor Yazalde   | 2    |
|      | Emmanuel Sanon   | 2    |
|      | Joe Jordan       | 2    |
|      | Joachim Streich  | 2    |
|      | Wolfgang Overath | 2    |
|      | Ivica Šurjak     | 2    |
|      | Roland Sandberg  | 2    |
|      | Jairzinho        | 2    |

Darüber hinaus gab es 29 Spieler mit einem Treffer. Hinzu kamen drei Eigentore.

## Trainer
- Jüngster Trainer: Ralé Rašić (Jugoslawien/Australien) mit 38 Jahren
- Nur die Neulinge Australien und Zaire wurden von einem ausländischen Trainer betreut, den Jugoslawen Ralé Rašić und Blagoja Vidinić, der vier Jahre zuvor Marokko betreut hatte.
- Mit dem Finale überbot Helmut Schön mit seinem 19. WM-Spiel den Rekord seines Vorgängers Sepp Herberger und erhöhte ihn bei der nächsten WM auf den noch heute bestehenden Rekord von 25 WM-Spielen

## Schiedsrichter
- Mit Doğan Babacan (Türkei) nutzte erstmals ein Schiedsrichter die Rote Karte, die er dem Chilenen Carlos Caszely in der 67. Minute des Spiels gegen Deutschland zeigte. Zudem erhielten Ray Richards (Australien, gegen Chile), Pierre Ndaye Mulamba (Zaire, gegen Jugoslawien), Julio Montero Castillo (Uruguay, gegen die Niederlande) und Luís Pereira (Brasilien, gegen die Niederlande) die Rote Karte.
- John Taylor (England) gab als erster Schiedsrichter in einem WM-Finale einen Strafstoß. Da er noch einen weiteren gab, ist er bis heute der einzige Schiedsrichter, der in einem WM-Finale exakt zwei Strafstöße verhängte.

## Qualifikation
- Für diese WM hatten sich 99 Mannschaften gemeldet, 28 Mannschaften mehr als vier und acht Jahre zuvor.
- Deutschland als Gastgeber und Brasilien als Titelverteidiger waren automatisch qualifiziert.
- Erstmals gab es bei Punktgleichheit nur Entscheidungsspiele wenn die Tordifferenz gleich war, die Toranzahl war noch nicht entscheidend. Der Fall trat zweimal in Europa ein: Schweden setzte sich in Gelsenkirchen mit 2:1 gegen Österreich durch, hatte in den Gruppenspielen auch ein Tor mehr geschossen, aber im direkten Vergleich ein Tor weniger geschossen. Jugoslawien konnte in Frankfurt am Main Spanien mit 1:0 besiegen, hatte in den Gruppenspielen ein Tor weniger und im direkten Vergleich auswärts mehr Tore geschossen.
- In Südamerika zog Venezuela nach Anmeldung zurück und in der Karibik Jamaika. In Asien verzichteten die Philippinen und in Afrika Gabun und Madagaskar. Marokko trat zum letzten Spiel gegen Zaire nicht mehr an, da es keine Chance mehr hatte sich zu qualifizieren.
- Zaire konnte sich als erster Afrikameister qualifizieren, danach aber nicht wieder.
- Mit Australien konnte sich erstmals eine Mannschaft aus Ozeanien für die WM-Endrunde qualifizieren.
- Die Sowjetunion musste in interkontinentalen Play-offs gegen Chile antreten. Nach einem torlosen Remis im Heimspiel trat die UdSSR aufgrund der Ereignisse beim Putsch in Chile 1973, der von der CIA gestützt wurde, nicht zum Rückspiel in Chile im Estadio Nacional de Chile an. Vor 30.000 Zuschauern trat Chile an und schoss in der ersten Minute das 1:0. Anschließend wurde das „Spiel“ abgebrochen, da mangels teilnehmender sowjetischer Spieler kein Wiederanstoß möglich war. Die FIFA wertete das Spiel mit 2:0, Chile qualifizierte sich damit für die WM-Endrunde.[2] Chile hatte sich zuvor in einem Entscheidungsspiel in Montevideo mit 2:1 gegen Peru durchgesetzt, nachdem beide ihre Heimspiele mit 2:0 gewonnen hatten.

## Besonderheiten
- Erstmals wurde nach der Vorrunde eine Zwischenrunde eingeführt, in der die acht besten Mannschaften wieder in zwei Vierergruppen im Jeder-gegen-jeden-Modus antraten. Die Gruppensieger spielten im Finale, die Gruppenzweiten im Spiel um Platz 3. Damit erhöhte sich die Anzahl der Spiele für die vier besten Mannschaften um eins, die fünft- bis achtplatzierten Mannschaften bestritten sogar zwei Spiele mehr.
- Durch diesen Modus gab es erstmals seit 1950 wieder keine Halbfinalspiele, allerdings entschied jeweils eins der letzten Spiele in beiden Gruppen über den Finaleinzug, wobei Deutschland gegen Polen und der Niederlande gegen Brasilien ein Remis zum Finaleinzug reichte, während Polen und Brasilien aufgrund der vorherigen Ergebnisse gewinnen mussten, um das Finale zu erreichen. Deutschland und die Niederlande konnten aber gewinnen.
- Schottland blieb als einzige Mannschaft im Turnier ungeschlagen, schied aber aufgrund der schlechteren Tordifferenz als Gruppendritter nach der Vorrunde aus. Die Schotten hatten im Turnier auch die wenigsten Gegentore (1) kassiert. Nie zuvor war eine Mannschaft ungeschlagen ausgeschieden.
- Jugoslawien stellte mit dem 9:0 gegen Zaire den bisherigen Rekord von Ungarn ein (9:0 gegen Südkorea bei der WM 1954).
- Mit dieser WM wurde eingeführt, dass der Titelverteidiger das Eröffnungsspiel bestritt, das dann wie 1966 und 1970 torlos blieb.
- Mit Deutschland wurde zum bisher einzigen Mal ein Land Weltmeister, das im selben Jahr den Europapokalsieger der Landesmeister stellte.
- Mit Deutschland konnte erstmals ein amtierender Kontinentalmeister Weltmeister werden.
- Deutschland ist auch bisher die einzige Mannschaft, die als Gastgeber und ehemaliger Weltmeister den Titel gewinnen konnte. Italien wurde 1990 als Gastgeber und dreimaliger Weltmeister Dritter, Brasilien 2014 als Gastgeber und fünfmaliger Weltmeister nur Vierter.
- Das Finale in München war das erste, welches nicht in der Hauptstadt (oder einem Vorort der Hauptstadt) des Gastgebers (damals Bonn) ausgetragen wurde.
- Zum zweiten Mal nach 1930 standen zwei Nachbarn (Deutschland/Niederlande) im Finale.
- Deutschland konnte zum zweiten Mal (nach 1954) als Vorrunden-Gruppenzweiter den Titel gewinnen.
- Zum bisher letzten Mal stand der amtierende Weltmeister im Spiel um den dritten Platz und wie 1954 Uruguay und 1958 Deutschland wurde auch Brasilien 1974 Vierter.
- Deutschland hat bis heute die meisten Endrundenteilnahmen (7: 1934, 1938, 1954, 1958, 1962, 1966, 1970) bevor es erstmals Gastgeber wurde.
- Der Pole Jan Tomaszewski konnte als erster Torhüter im Turnier zwei Elfmeter halten.

## Fortlaufende Rangliste
Die Verbesserung um 20 Plätze für die Niederlande und um 18 Plätze für Polen sind die besten Werte der WM-Geschichte. Die Tschechoslowakei fällt durch die Nichtteilnahme endgültig aus den Top 10, in die Argentinien dauerhaft zurückkehrt.
| Rang | Mannschaft               | Teilnahmen | Spiele | Siege | Unentschieden | Niederlagen | Tore   | Tordifferenz | Punkte |
| ---- | ------------------------ | ---------- | ------ | ----- | ------------- | ----------- | ------ | ------------ | ------ |
| 1    | Brasilien (=)            | 10         | 45     | 29    | 7             | 9           | 109:53 | +56          | 65:25  |
| 2    | BR Deutschland (=)       | 8          | 41     | 27    | 5             | 9           | 100:63 | +37          | 59:23  |
| 3    | Italien ↑2               | 8          | 29     | 16    | 6             | 7           | 54:34  | +20          | 38:20  |
| 4    | Uruguay (=)              | 7          | 29     | 14    | 5             | 10          | 57:39  | +18          | 33:25  |
| 5    | Ungarn ↓2                | 6          | 24     | 13    | 2             | 8           | 70:34  | +36          | 28:18  |
| 6    | Schweden ↑3              | 6          | 25     | 11    | 5             | 9           | 47:43  | +4           | 27:23  |
| 7    | England ↓1               | 6          | 24     | 10    | 6             | 8           | 34:28  | +6           | 26:22  |
| 8    | Jugoslawien (=)          | 6          | 25     | 10    | 5             | 10          | 45:34  | +11          | 25:25  |
| 9    | Sowjetunion ↓2           | 4          | 19     | 10    | 3             | 6           | 30:21  | +9           | 23:15  |
| 10   | Argentinien ↑1           | 6          | 22     | 9     | 4             | 9           | 40:39  | +1           | 22:22  |
| 11   | Tschechoslowakei ↓1      | 6          | 22     | 8     | 3             | 11          | 32:36  | −4           | 19:25  |
| 12   | Chile (=)                | 5          | 18     | 7     | 3             | 8           | 23:24  | −1           | 17:19  |
| 13   | Frankreich (=)           | 6          | 17     | 7     | 1             | 9           | 38:33  | +5           | 15:19  |
| 14   | Spanien (=)              | 4          | 15     | 6     | 2             | 7           | 20:23  | −3           | 14:16  |
| 15   | Österreich (=)           | 3          | 12     | 6     | 1             | 5           | 26:26  | ±0           | 13:11  |
| 16   | Polen ↑18                | 2          | 8      | 6     | 0             | 2           | 21:11  | +10          | 12:4   |
| 17   | Schweiz ↓1               | 6          | 18     | 5     | 2             | 11          | 28:44  | −16          | 12:24  |
| 18   | Niederlande ↑20          | 3          | 9      | 5     | 1             | 3           | 17:9   | +8           | 11:7   |
| 19   | Portugal ↓2              | 1          | 6      | 5     | 0             | 1           | 17:8   | +9           | 10:2   |
| 20   | Mexiko ↓2                | 7          | 21     | 3     | 4             | 14          | 19:50  | −31          | 10:32  |
| 21   | DDR (N)                  | 1          | 6      | 2     | 2             | 2           | 5:5    | ±0           | 6:6    |
| 22   | Paraguay ↓3              | 3          | 7      | 2     | 2             | 3           | 12:19  | −7           | 6:8    |
| 23   | Vereinigte Staaten ↓3    | 3          | 7      | 3     | 0             | 4           | 12:21  | −9           | 6:8    |
| 24   | Wales ↓3                 | 1          | 5      | 1     | 3             | 1           | 4:4    | ±0           | 5:5    |
| 25   | Nordirland ↓3            | 1          | 5      | 2     | 1             | 2           | 6:10   | −4           | 5:5    |
| 26   | Rumänien ↓3              | 4          | 8      | 2     | 1             | 5           | 12:17  | −5           | 5:11   |
| 27   | Schottland ↑6            | 3          | 8      | 1     | 3             | 4           | 7:15   | −8           | 5:11   |
| 28   | Peru ↓4                  | 2          | 4      | 2     | 0             | 4           | 10:13  | −3           | 4:8    |
| 29   | Bulgarien ↑1             | 4          | 12     | 0     | 4             | 8           | 9:29   | −20          | 4:20   |
| 30   | Kuba ↓5                  | 1          | 3      | 1     | 1             | 1           | 5:12   | −7           | 3:3    |
| 31   | Nordkorea ↓5             | 1          | 4      | 1     | 1             | 2           | 5:9    | −2           | 3:5    |
| 32   | Belgien ↓5               | 5          | 9      | 1     | 1             | 7           | 12:25  | −13          | 3:15   |
| 33   | Türkei ↓5                | 1          | 3      | 1     | 0             | 2           | 10:11  | −1           | 2:4    |
| 34   | Israel ↓5                | 1          | 3      | 0     | 2             | 1           | 1:3    | −2           | 2:4    |
| 35   | Marokko ↓4               | 1          | 3      | 0     | 1             | 2           | 2:6    | −4           | 1:5    |
| 36   | Australien (N)           | 1          | 3      | 0     | 1             | 2           | 0:5    | −5           | 1:5    |
| 37   | Kolumbien ↓5             | 1          | 3      | 0     | 1             | 2           | 5:11   | −6           | 1:5    |
| 38   | Norwegen ↓3              | 1          | 1      | 0     | 0             | 1           | 1:2    | −1           | 0:2    |
| 39   | Ägypten ↓3               | 1          | 1      | 0     | 0             | 1           | 2:4    | −2           | 0:2    |
| 40   | Niederländisch-Indien ↓3 | 1          | 1      | 0     | 0             | 1           | 0:6    | −6           | 0:2    |
| 41   | Südkorea ↓2              | 1          | 2      | 0     | 0             | 2           | 0:16   | −16          | 0:4    |
| 42   | El Salvador ↓2           | 1          | 3      | 0     | 0             | 3           | 0:9    | −9           | 0:6    |
| 43   | Haiti (N)                | 1          | 3      | 0     | 0             | 3           | 2:14   | −12          | 0:6    |
| 44   | Zaire (N)                | 1          | 3      | 0     | 0             | 3           | 0:14   | −14          | 0:6    |
| 45   | Bolivien ↓4              | 2          | 2      | 0     | 0             | 2           | 0:16   | −16          | 0:6    |

- Anmerkung: Kursiv gesetzte Mannschaften waren 1974 nicht dabei, die fett gesetzte Mannschaft gewann das Turnier